# Konrad Wickert
Konrad Wickert (* 21. Mai 1938 in Königsberg; † 8. Mai 2019) war ein deutscher Historiker und Bibliothekar.

## Leben
Konrad Wickert, der Sohn des Althistorikers Lothar Wickert, studierte Klassische Philologie und Alte Geschichte an der Universität Erlangen. Während seines Studiums trat er der Burschenschaft Alemannia bei. Am 7. Januar 1964 wurde er mit der Dissertation Der peloponnesische Bund von seiner Entstehung bis zum Ende des archidamischen Krieges zum Dr. phil. promoviert. Anschließend absolvierte er eine Ausbildung zum wissenschaftlichen Bibliothekar an der Bibliotheksschule in München. Von 1965 bis 1974 war er als Bibliothekar in verschiedenen Funktionen an der Universitätsbibliothek Erlangen-Nürnberg tätig. Daneben hielt er als Lehrbeauftragter Veranstaltungen für Alte Geschichte ab.
1974 ging Wickert als Leiter an die neu gegründete Universitätsbibliothek Bayreuth, die er nach modernen Gesichtspunkten aufbaute. Im März 1987 kehrte er als Leitender Bibliotheksdirektor an die Universitätsbibliothek Erlangen-Nürnberg zurück. Unter seiner Federführung wurde die EDV modernisiert, so dass ab 1996 Recherche und Ausleihe in der Bibliothek online möglich wurden. Zum 31. Mai 1998 trat er aus gesundheitlichen Gründen in den Ruhestand.
Als Bibliothekar verfasste Wickert zahlreiche Berichte, Verzeichnisse und Kataloge. Er edierte zahlreiche seltene Drucke und Handschriften der Erlangener Universitätsbibliothek, darunter auch die Reisebeschreibung des Michael von Saurau (* um 1535, † 1572), der 1567 als Gesandter des Kaisers Maximilian II. nach Konstantinopel gezogen war.

## Schriften (Auswahl)
- Der peloponnesische Bund von seiner Entstehung bis zum Ende des archidamischen Krieges. Dissertation Universität Erlangen-Nürnberg 1961.
- Die gläserne Bibliothek. Zur Geschichte und Problematik der deutschen Bibliotheksstatistik. In: Dieter Schug (Hrsg.): Der Bibliothekar zwischen Praxis und Wissenschaft. Bernhard Sinogowitz zum 65. Geburtstag (= Beiträge zum Buch- und Bibliothekswesen, Bd. 24). Harrassowitz, Wiesbaden 1986, S. 76–88, ISBN 3-447-02645-6.
- Tausch und Geschenk in wissenschaftlichen Bibliotheken. In: Zeitschrift für Bibliothekswesen und Bibliographie, Bd. 35 (1988), S. 35–41.
- Die Erlanger Exemplare des „Hortus Eystettensis“. Ihre Herkunft und ihr Schicksal. In: Hans-Otto Keunecke (Hrsg.): Hortus Eystettensis. Zur Geschichte eines Gartens und eines Buches ; eine Ausstellung der Universitätsbibliothek, 28. November - 16. Dezember 1989 (= Schriften der Universitätsbibliothek Erlangen-Nürnberg, Bd. 20). Schirmer-Mosel, München 1989, S. 119–146, ISBN 3-88814-331-4.
- (Mitarb.): Cimelia Erlangensia. Aus den Schätzen der Universitätsbibliothek ; Ausstellung im 250. Jahr der Friedrich-Alexander-Universität, 7. Mai – 4. Juni 1993 (= Schriften der Universitätsbibliothek Erlangen-Nürnberg, Bd. 24). Universitätsbibliothek Erlangen 1993, ISBN 3-922135-87-0.
- Das Camerarius-Florilegium (= Patrimonia, Bd. 61). Kulturstiftung der Länder, Berlin 1993.
- Joachim Camerarius und das Mattioli'sche Kräuterbuch (1586). In: Mitteilungen des Vereins für Geschichte der Stadt Nürnberg, Bd. 82 (1995), S. 139–154.
- Süddeutsche Gartenkultur in der zweiten Hälfte des 16. Jahrhunderts und das Camerarius-Florilegium. In: Thomas Schnalke (Hrsg.): Natur im Bild. Anatomie und Botanik in der Sammlung des Nürnberger Arztes Christoph Jacob Trew ; eine Ausstellung aus Anlaß seines 300. Geburtstages, 8. November - 10. Dezember 1995 (= Schriften der Universitätsbibliothek Erlangen-Nürnberg, Bd. 27). Erlangen 1995, S. 75–97, ISBN 3-930357-07-0.
- Jubiläumsschriften der Universität Erlangen. In: Bibliotheksforum Bayern, Bd. 24 (1996), S. 77–96.